# Catch-22 (logica)
Een catch-22 is een paradoxale situatie waarin het onmogelijk is om een gewenste uitkomst te bereiken doordat de 'regels' dat vanwege tegenstrijdigheden niet toelaten. De term is afkomstig uit de roman Catch-22 van Joseph Heller, waarin een algemene situatie wordt beschreven waarin een individu twee acties dient te verwezenlijken die wederzijds afhankelijk zijn van de andere actie, die als eerste dient te zijn voltooid.
In het boek van Heller probeert Yossarian, een militair van de luchtmacht, onder gevaarlijke gevechtsmissies uit te komen door zichzelf krankzinnig te laten verklaren. Dat Yossarian dat wil vindt de behandelend arts echter heel verstandig, waarmee deze bewezen acht dat Yossarian niet krankzinnig is, maar juist heel verstandig. De arts verklaart hem volledig gezond wat tot gevolg heeft dat Yossarian gevaarlijke gevechtsmissies moet blijven vliegen.
Een ander voorbeeld van deze situatie komt naar voren bij het zoeken van een baan. Een catch-22-situatie ontstaat als men zonder werkervaring geen baan kan krijgen, maar men zonder baan geen werkervaring kan opdoen. In de Nederlandse taal wordt dit ook vaak het kip-en-eiprobleem genoemd.
Een catch-22-situatie lijkt op een vicieuze cirkel en dat is het ook. Bij een catch-22-situatie is er sprake van een voortduren van de (vervelende) status quo. Een neerwaartse spiraal is variant op de Catch-22 en leidt doorgaans onontkoombaar tot steeds verdergaande verslechtering.